# Gandelain
Gandelain ist eine französische Gemeinde mit 416 Einwohnern (Stand: 1. Januar 2022) im Département Orne in der Region Normandie. Gandelain gehört zum Arrondissement Alençon und zum Kanton Damigny (bis 2015: Kanton Alençon-1). Die Gemeinde ist Teil des Gemeindeverbandes Communauté urbaine d’Alençon. Die Einwohner werden Gandelainais genannt.

## Geographie
Gandelain liegt etwa 16 Kilometer ostnordöstlich von Alençon. Die Gemeinde gehört zum Regionalen Naturpark Normandie-Maine. Umgeben wird Gandelain von den Nachbargemeinden Saint-Ellier-les-Bois im Norden, La Roche-Mabile im Nordosten, Saint-Denis-sur-Sarthon im Osten, Ravigny im Süden, Champfrémont im Süden und Südwesten, Lalacelle im Westen sowie Ciral im Nordwesten.

## Bevölkerungsentwicklung
| Jahr                      | 1962 | 1968 | 1975 | 1982 | 1990 | 1999 | 2006 | 2013 | 2020 |
| ------------------------- | ---- | ---- | ---- | ---- | ---- | ---- | ---- | ---- | ---- |
| Einwohnerzahl             | 465  | 441  | 379  | 387  | 406  | 374  | 411  | 416  | 421  |
| Quelle: Cassini und INSEE |      |      |      |      |      |      |      |      |      |

## Sehenswürdigkeiten
- Kirche Saint-Clair aus dem 19. Jahrhundert